# سوپلینگن
سوپلینگن (به آلمانی: Süplingen) یک منطقهٔ مسکونی در آلمان است که در هالدنسلبن واقع شده‌است. سوپلینگن ۹۲۵ نفر جمعیت دارد.